# U-363
U-363 — средняя немецкая подводная лодка типа VIIC времён Второй мировой войны.

## История
Заказ на постройку субмарины был отдан 20 января 1941 года. Лодка была заложена 23 декабря 1941 года на верфи «Фленсбургер Шиффсбау», Фленсбург, под строительным номером 482, спущена на воду 17 декабря 1942 года. Лодка вошла в строй 18 марта 1943 года под командованием оберлейтенанта Вольфа-Вернера Вильцера.

### Командиры
- 18 марта 1943 года — 31 августа 1943 года Вольф-Вернер Вильцер
- 1 сентября 1943 года — 8 мая 1945 года капитан-лейтенант Вернер Нииз

### Флотилии
- 18 марта 1943 года — 31 мая 1944 года — 8-я флотилия (учебная)
- 1 июня 1944 года — 14 сентября 1944 года — 11-я флотилия
- 15 сентября 1944 года — 8 мая 1945 года — 13-я флотилия

### История службы
Лодка совершила 10 боевых походов, успехов не достигла. Капитулировала в Нарвике, Норвегия, 8 мая 1945 года.
19 сентября 1945 года. Перешла в Лох-Эриболл, Шотландия.
Потоплена 31 декабря 1945 года в ходе операции «Дэдлайт» в районе с координатами 55°45′ с. ш. 08°18′ з. д..

### Атаки на лодку
- 24 апреля 1945 года лодка была атакована противолодочной группой. Взрывы глубинных бомб повредили перископ, вынудив лодку вернуться на базу.